# Travis Smith (allenatore di football americano)
Travis Smith (Walnut Creek, ...) è un allenatore di football americano ed ex giocatore di football americano statunitense.
Dal 2013 assistente della difesa degli Oakland Raiders della National Football League (NFL). Al college giocò a football alla Cal-Poly San Luis Obispo University.

## Carriera come allenatore
Smith iniziò la sua carriera come allenatore nella NFL nel 2013 con gli Oakland Raiders, come assistente della difesa.

## Vittorie e premi
Nessuno